# Alexis Wagner
Alexis Joseph François (Alexis) Wagner (Luxemburg-Stad, 20 juli 1929 – aldaar, 20 juli 1987) was een Luxemburgs kunstschilder en tekenaar.

## Leven en werk
Alexis Wagner was een zoon van ingenieur Camille Wagner en Charlotte Rollinger. Op de École d'artisans de l'État in Luxemburg kreeg hij les van Lucien Wercollier. Hij studeerde als leerling van Fernand Léger aan de Académie Julian in Parijs en als leerling van Paul Delvaux aan de École nationale supérieure d'Architecture et des Arts décoratifs in de Abdij Ter Kameren bij Brussel. Hij maakte studiereizen naar Florence, Rome en Venetië.
Wagner schilderde en tekende figuratieve landschappen, naakten en vrouwenportretten. Hij werd daarin beïnvloed door het werk van Matisse, dat hij in 1947 voor het eerst zag. Wagner debuteerde in 1948 als negentienjarige op de door de Cercle Artistique de Luxembourg (CAL) georganiseerde Salon de Printemps in Esch-sur-Alzette en toonde zijn werk later dat jaar op de Salon d’Art Moderne et Contemporain in Luik. Als lid van de CAL nam hij tot 1956 deel aan de jaarlijkse salons van de kunstenaarsvereniging. Soloexposities had hij onder meer bij Galerie Horn (1958 en 1960) en Galerie Saint-Michel (1979) in Luxemburg-Stad.
Alexis Wagner overleed op zijn 58e verjaardag. Twee jaar later werden twee retrospectieven gehouden, in Galerie Bradtké in Luxemburg en in het kasteel van Bourglinster.
- Musée national d'archéologie, d'histoire et d'art: lkl000340